# مصاص الدماء يموت في لمح البصر
مصاص الدماء يموت بلمح البصر (باليابانية : 吸血鬼すぐ死ぬ تُنطق باليابانية : كيوكيتسوكي سوجو شينو، و التي تترجم حرفياً : مصاص الدماء يحتضر قريباً) هي عبارة عن سلسلة أنمي ومانغا يابانية من تأليف المانغاكا إيتارو بونّوكي تم نشر المانغا في مجلة تشامبيون شونين الأسبوعية التابعة لشركة أكيتا شوتين منذ يونيو عام 2015 وتم جمع المانغا في ست عشر مجلد تانكوبون وتم الإعلان الإتفاق مع إستديو مادهاوس وذلك لتحويل المانغا إلي أنمي وتم تحديد موعد عرض الأنمي لأول مرة علي التلفاز الياباني في شهر أكتوبر من عام 2021.

## الشخصيات
درالك (باليابانية : ドラルク تُنطق باليابانية : دُلاروكو)
أداء صوتي: جون فوكوياما
رونالدو (باليابانية : ロナルド تُنطق باليابانية : لونالُدو)
أداء صوتي: ماكوتو فوروكاوا

## وسائل الإعلام

### المانجا
تم تأليف مانغا مصاص الدماء يموت في لمح البصر وتوضيح رسومها من قبل المانغاكا إيتارو بونّوكي تم نشر المانغا في مجلة تشامبيون شونين الأسبوعية التابعة لشركة أكيتا شوتين منذ يونيو عام 2015 وتم جمع المانغا في ست عشر مجلد تانكوبون. اعتبارًا من 8 أبريل 2021 ، تم إصدار سبعة عشر مجلدًا .

### قائمة المجلدات
| ترتيب المجلد | تاريخ نشر المجلد | الرقم الميعاري الدولي للكتاب |
| ------------ | ---------------- | ---------------------------- |
| 1            | 8 ديسمبر 2015    | ISBN 978-4-253-22279-2       |
| 2            | 8 أبريل 2016     | ISBN 978-4-253-22280-8       |
| 3            | 8 يوليو 2016     | ISBN 978-4-253-22281-5       |
| 4            | 8 نوفمبر 2016    | ISBN 978-4-253-22282-2       |
| 5            | 8 مارس 2017      | ISBN 978-4-253-22283-9       |
| 6            | 8 يونيو 2017     | ISBN 978-4-253-22284-6       |
| 7            | 8 أكتوبر 2017    | ISBN 978-4-253-22285-3       |
| 8            | 8 فبراير 2018    | ISBN 978-4-253-22323-2       |
| 9            | 8 فبراير 2018    | ISBN 978-4-253-22324-9       |
| 10           | 5 أكتوبر 2018    | ISBN 978-4-253-22325-6       |
| 11           | 8 يناير 2019     | ISBN 978-4-253-22326-3       |
| 12           | 8 أبريل 2019     | ISBN 978-4-253-22327-0       |
| 13           | 8 أغسطس 2019     | ISBN 978-4-253-22328-7       |
| 14           | 6 ديسمبر 2019    | ISBN 978-4-253-22329-4       |
| 15           | 8 مايو 2020      | ISBN 978-4-253-22330-0       |
| 16           | 6 نوفمبر 2020    | ISBN 978-4-253-22231-0       |
| 17           | 8 أبريل 2021     | ISBN 978-4-253-22232-7       |

### الأنمي
تم الإعلان عن الإتفاق مع إستديو مادهاوس وذلك لتحويل المانغا إلي أنمي وذلك في العدد 23 من مجلة تشامبيون شونين الأسبوعية الذي إصدر في 7 مايو 2020. الأنمي من إنتاج استديو مادهاوس وإخراج هيروشي كوجينا ، وأشرف يوكيّ سوجاوارا على سيناريوهات المسلسل ، وعملت مايوكو ناكانو علي تصميم الشخصيات. وتم تحديد موعد عرض الأنمي لأول مرة علي التلفاز الياباني في شهر أكتوبر من عام 2021 . 

## روابط خارجية
- (باليابانية)
- مصاص الدماء يموت في لمح البصر (مانغا) في شبكة أخبار الأنمي